# Hyelaphus calamianensis
O cervo-das-ilhas-calamian (Hyelaphus calamianensis), também conhecido como cervo-porco-das-ilhas-calamian, é uma espécie de cervídeo ameaçada de extinção, endêmica das Calamian Islands ("Ilhas Calamian"), em Palawan, nas Filipinas. É uma das três espécies de cervos nativos do país, juntamente com o sambar-das-filipinas e o cervo-malhado-de-visayan.
A altura típica de machos varia entre 60 e 65 cm, até os ombros.
Os filhotes não são malhados, o que os diferencia do cervo-porco-indiano.
É classificado pela IUCN como espécie em perigo

## Referência
1. ↑  «"Axis calamianeensis - IUCN»